# گمینا بژسکا
گمینا بژسکا (به لهستانی:  Gmina Brzyska) یک گمینا در لهستان است که در شهرستان یاسوو واقع شده‌است. گمینا بژسکا ۴۵٫۱۳ کیلومتر مربع مساحت و ۶٬۲۲۲ نفر جمعیت دارد.